# Kyle Brown (Skeletonpilot)
Kyle Brown (* 22. Oktober 1989 in Concord, New Hampshire) ist ein US-amerikanischer Skeletonpilot.

## Werdegang
Kyle Brown wuchs in Concord auf und studierte am Springfield College in Springfield (Massachusetts) Sportwissenschaft. Neben dem Leistungssport arbeitet er als Kraft- und Personal Trainer in Woburn. Er betrieb während seiner Schul- und Studienzeit Eishockey, American Football und Leichtathletik und stieß 2012 zum Skeletonsport, als er sich um ein Praktikum am Olympiastützpunkt in Lake Placid bemühte.
Ende 2013 startete Brown erstmals bei einem internationalen Rennen im Nordamerikacup und fuhr bereits im Januar 2014 mit zwei dritten Rängen in Lake Placid auf das Podest. In der Saison 2014/15 startete er zunächst im Europacup und erreichte als bestes Resultat einen siebten Platz in Winterberg, ehe er im Januar 2015 in Altenberg sein Debüt im Weltcup gab. Bei seinen vier Starts in der höchsten Rennserie war ein 16. Rang in St. Moritz sein bestes Ergebnis. Zum Saisonabschluss gewann er bei den US-Meisterschaften Silber hinter Matthew Antoine. 2015/16 startete Brown mit zwei dritten Plätzen im Intercontinentalcup in den Winter und erzielte im Januar 2016 auf seiner Heimbahn in Lake Placid mit einem sechsten Platz sein bisher bestes Resultat im Weltcup.